# William Campbell (executiv)
William "Bill" V. Campbell a fost președinte al Consiliului de Administrație și fost CEO al Intuit Inc. El a lucrat anterior pentru Apple Inc. (ca VP de Marketing), Claris (ca CEO) și pentru GO Corporation (ca CEO).